# 腹斑蛙
腹斑蛙（學名：Nidirana adenopleura），又名彈琴蛙。為赤蛙科 琴蛙屬的兩棲動物。 腹斑蛙發現於台灣和八重山群島（琉球群島，日本）。 中國大陸是否有此物種尚未確定，越南和泰國的記錄則疑似其它物種(例如, Hylarana caldwelli). 八重山群島的族群可能是一種全新、尚未被描述的物種。

## 描述
腹斑蛙 是一種中等大小的青蛙，體長可達 6—7（2.4—2.8英寸）。背面為淺棕色至棕綠色; 腹面淺白色。 從鼻孔尖端向後穿過上眼瞼，沿著背外側褶皺到臀部，有一條淺金棕色線。上頜有黃色條紋。身體兩側是淺棕色至灰褐色，有一些深色斑紋。虹膜上半部為金色，下半部為金紅色。
繁殖季節是3月至9月。雄性鳴聲響亮，於日落後開始求偶鳴叫，並可延續整夜，甚至在日出後繼續。雌性在池塘邊緣附近產卵。

## 棲地與保育
腹斑蛙'自然棲息地是低海拔地區水草密集的稻田，沼澤，溝渠，池塘和湖泊。在國際自然保護聯盟（IUCN）威脅評估裡，一般評為無危的常見物種，無論如何棲息地的破壞仍可能對其造成威脅。